# Sandman – Die Zeit des Nebels
Die Zeit des Nebels (Originaltitel Season of Mists) ist die vierte Sammlung der Comicserie The Sandman (#21 bis 28), geschrieben von Neil Gaiman, illustriert von Kelley Jones, Mike Dringenberg, Malcolm Jones III, Matt Wagner, Dick Giordano, George Pratt und P. Craig Russell, gelettert von Todd Klein.
Die einzelnen Episoden erschienen zuerst 1990 und 1991. Der Sammelband erschien erstmals 1992 als Paperback und Hardcover. Der Titel ist die Eröffnungsphrase von John Keats’ Ode to Autumn.

## Handlung
Die vierte Sammlung fokussiert neben der ersten vielleicht am meisten Dream selbst. Die Handlung beginnt mit einem Familientreffen der Ewigen, durch das die teilweise sehr konfliktbeladene Beziehung zwischen den sechs Geschwistern porträtiert wird. Desire wirft Dream sein intolerantes und grausames Verhalten bezüglich seiner früheren Geliebten Nada vor (vgl. Das Puppenhaus). Death stimmt Desire zu, was Dream zunächst verärgert. Sein großer Respekt für seine ältere Schwester führt jedoch dazu, dass er in die Hölle reist, um von Luzifer die Herausgabe Nadas zu fordern. Da Luzifer angekündigt hat, ihn eines Tages umzubringen (vgl. Präludien und Notturni), schickt er zunächst Kain, der sein Traumreich bewohnt, als Boten zu Luzifer. Kain überbringt die Botschaft, dass Dream die Hölle ein weiteres Mal aufsuchen will. Luzifer ist nach wie vor von Rachsucht gegenüber Dream erfüllt, nur das Kainsmal hält ihn davon ab, Kain zu töten. Trotz der Gefahr zögert Dream nicht, seinen Plan in die Tat umzusetzen, was einen seiner Hauptcharakterzüge hervortreten lässt: Verantwortung muss entsprochen werden, egal was es kostet.
Dreams Vorsicht erweist sich als unberechtigt. Als er vor den Toren der Hölle ankommt, schließt Luzifer sie gerade ab. Er hat nach 10 Milliarden Jahren keine Lust mehr, all den sich marternden Seelen als Vorwand zu dienen. Dream vermutet zunächst einen bösen Trick Luzifers, aber der meint es durchaus ernst. Nachdem er drei verbliebene Dämonen und einen letzten menschlichen Widerständler vertrieben hat, der unbedingt weiter für seine längst vergessenen Taten gefoltert werden will, lässt er sich vom inzwischen überzeugten Dream die Flügel abschneiden. Anschließend händigt Luzifer Dream mit einem zufriedenen Lächeln den Schlüssel zur Hölle aus.
Kurze Zeit später versammeln sich Vertreter vieler Gruppen in seinem Schloss, die ihr Interesse an den Schlüsseln zur Hölle bekunden und sogar Anspruch darauf erheben. Dream hört sich nun der Reihe nach die Argumente der einzelnen Parteien an. Unter den Parteien sind die schon bekannten Feen, vertreten durch Cluracan und seine Schwester Nuala, außerdem die Vertreter der Prinzipien Chaos und Ordnung sowie die nordischen Götter, vertreten durch Odin, Loki und Thor, die ägyptische Katzengöttin Bastet, der japanische Gott Susanoo und eine Abordnung der aus der Unterwelt vertriebenen Dämonen wie u. a. Asasel. Außerdem sind zwei Engel anwesend, Vertreter des Schöpfers, die die Verhandlungen überwachen sollen. Nach einer Botschaft des Schöpfers überantwortet Dream den Schlüssel den beiden Engeln, die daraufhin die Hölle in Besitz nehmen und wieder ihrer alten Bestimmung zuführen.
Im Epilog der Sammlung spricht Dream noch einmal mit Nada. Er fragt sie, ob sie ihre Meinung hinsichtlich des Lebens an Dreams Seite geändert habe, doch sie verneint. Nada wird auf der Erde wiedergeboren und Dream steht an ihrem Bett, um ihr zu sagen, dass, obwohl sie sich nicht an ihn erinnern wird, er sie nie vergisst.
Die Sammlung endet mit Luzifer, der am Strand von Perth in der untergehenden Sonne liegt und von einem älteren Mann angesprochen wird. Dieser ist Witwer, auch seine beiden Söhne sind gestorben. Er kommt immer an diesen Strand, damit er die einmaligen Sonnenuntergänge erleben kann. Dies ist das einzige, was ihn am Leben erhält: Gottes großartige Sonnenuntergänge bei Perth. Luzifer lehnt sich zurück und grinst maliziös, als dem Schöpfer zugesteht, dass seine Sonnenuntergänge herrlich seien.
Wie in fast jeder der Sammlungen gibt es eine Episode, die inhaltlich wenig mit der eigentlichen Hintergrundgeschichte zu tun hat, motivisch aber eng damit verknüpft ist. Es handelt sich um die Internatsgeschichte Worin die Toten zurückkehren und Charles Rowland seine Ausbildung beendet (Originaltitel: In Which the Dead Returns; and Charles Rowland Concludes His Education), die Gaiman nutzt, um die irdischen Konsequenzen einer Schließung der Hölle auszumalen. Das Motiv fasst der am Ende verstorbene Rowland in der Bemerkung zusammen, dass niemand für immer an einem Ort bleiben müsse, selbst in der Hölle nicht, man müsse nur den Mut finden zu gehen.
Im Zentrum der Sammlung steht die Entwicklung von Dreams Charakter, die zum tragischen Ende der Serie führt. Außerdem werden einige der wichtigeren Nebencharaktere sowie ihre Motive eingeführt, unter anderem Loki, der in den kommenden Ereignissen eine bedeutende Rolle einnehmen wird. Der Anfang dieser Parallelhandlung beginnt mit einer Schlüsselzeile der Serie, die an die Gylfaginning angelehnt ist: „Unter dieser Welt gibt es eine Höhle. (Das ist die Wahrheit. Du weißt in deinem Innersten, dass es stimmt, obwohl die Logik dagegen spricht.)“ Diese Zeile verweist auf eines der Schlüsselmotive der Serie: Alle Wirklichkeit ist am Ende subjektiv und von (menschlichen) Vorstellungen und Geschichten definiert.

## Anmerkung
Die Tatsache, dass Gaiman Kain und Abel als Bewohner des Traumreiches darstellt, ist ein weiterer kultureller Rückbezug, den Gaiman im Sandman benutzt. Kain lebte laut der Bibel nach dem Mord an seinem Bruder im Land Nod. Das englische Wort nod bedeutet „schlummern“.